# 黑廷格 (北达科他州)
黑廷格（英語：Hettinger）是美国北达科他州下属的一座城市。根据2010年美国人口普查，该市有人口1,226人。2011年估计该市有人口1,208人，相对于2010年，增长率为1.47%。